# Dynamique progressiste révolutionnaire
La Dynamique progressiste révolutionnaire — abrégé en DYPRO — est un parti politique en république démocratique du Congo fondé  par Constant Mutamba.

## Histoire
La DYPRO se distingue par son engagement actif dans le paysage politique congolais. En octobre 2022, le parti signe un protocole de coopération avec le Parti communiste cubain (PCC) visant à renforcer la formation idéologique de ses membres[réf. nécessaire]. En mai 2023, il organise une marche à Kinshasa pour soutenir le processus électoral en cours, encourageant les jeunes Congolais à s'approprier ce processus..
En novembre 2023, la DYPRO exprime des réserves quant aux discussions politiques tenues à Pretoria, affirmant que l'avenir de la RDC doit être décidé sur le sol congolais. En mars 2024, Constant Mutamba plaide pour la formation rapide d'un gouvernement d'ouverture, soulignant que le retard dans la mise en place des institutions post-électorales affecte négativement la situation socio-économique du pays.

## Organisation de jeunesse
La Dynamique progressiste révolutionnaire accorde une attention particulière à l'engagement de la jeunesse dans la sphère politique congolaise. la ligue des jeunes de DYPRO démontre son engagement envers la mobilisation des jeunes en mai 2023 pour une marche à Kinshasa pour soutenir le processus électoral en cours, encourageant les jeunes Congolais à s'approprier ce processus. Les jeunes de DYPRO promeuvent la participation au développement démocratique de la république démocratique du Congo.

## Membres notables
- Jean-Claude Baende Etafe Eliko, ancien gouverneur de l'Equateur
- Van Kapenga Kabundi
- Tity Lonsala Nsombo
- Elie Tungunga Kasongo